# Going for the One
Going for the One är det åttonde studioalbumet av den brittiska progressiva rockgruppen Yes. Albumet gavs ut 22 juli 1977 och är gruppens första album som de producerat egenhändigt.
Albumet är Yes första utgivning efter ett längre uppehåll och på albumet är Rick Wakeman tillbaka som keyboardist efter att ha lämnat gruppen 1974 efter att ha medverkat på albumet Tales from Topographic Oceans. Wakeman återkom i bandet efter att Patrick Moraz, som endast medverkade på albumet Relayer, lämnat gruppen.
Going for the One anses i allmänhet av de flesta kritiker som en av Yes bättre album, och många gånger också som en av gruppens mest underskattade album. Jon Anderson har uttalat sig om låten "Awaken": "Vi hade en hitlåt, jag älskade att lyssna på Awaken, äntligen hade vi skapat ett mästerverk" och det har framkommit i några intervjuer att han anser att den är Yes mest kompletta komposition.

## Historia

### Inspelning
Efter ett längre uppehåll samlades gruppen i Schweiz, utvilade och redo att spela in i slutet av 1976. Albumet spelades in i Mountain Studios av inspelningsingenjörerna John Timperley och David Richards. Efter att ha komponerat långa och episka låtar de senaste åren, blev Yes inspirerat att skala ner låtarna och spelade in några av deras mest direkta och bestämda låtar sedan Fragile. 

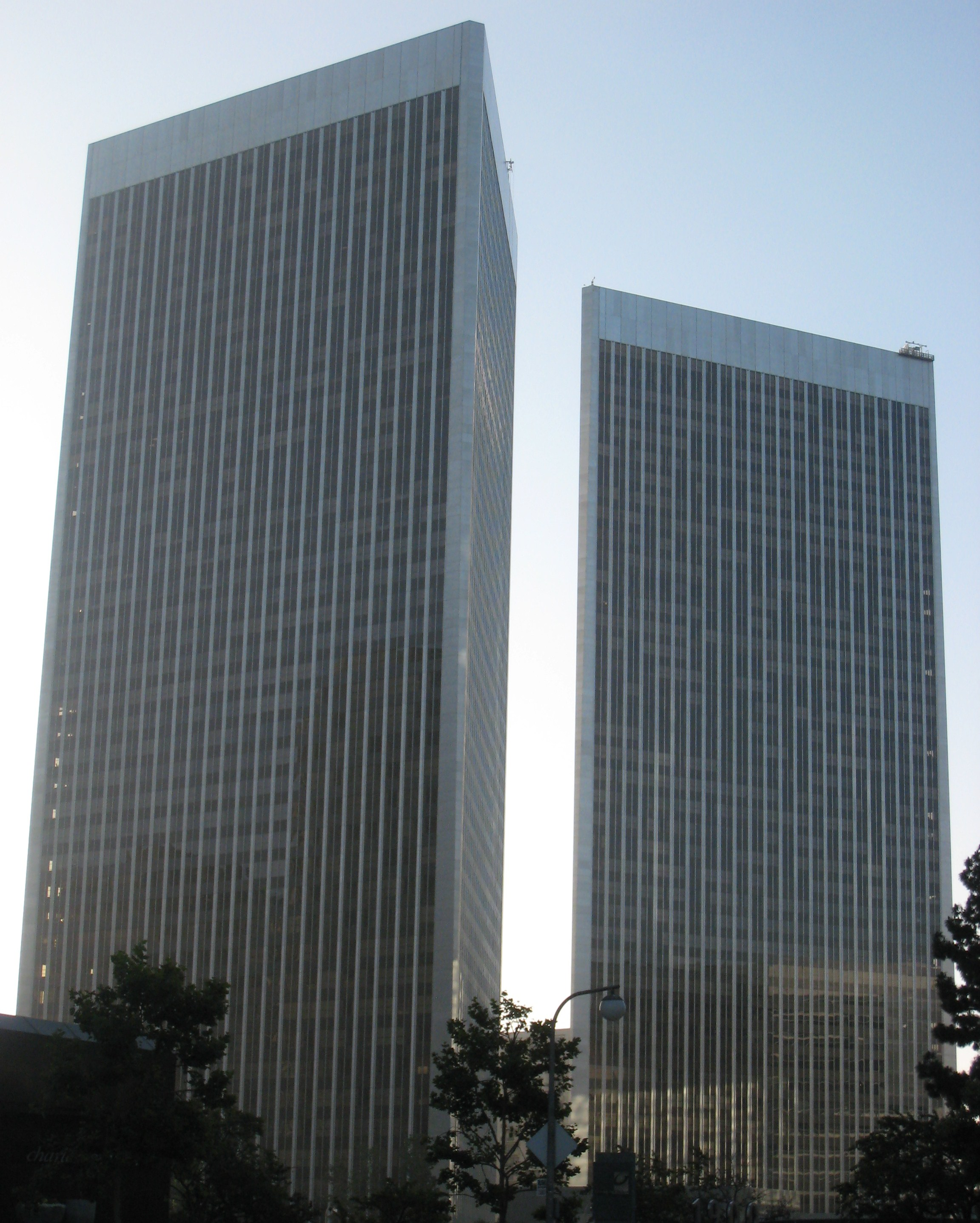
Century Plaza Towers.

Wakeman varierade också sitt ljud med hjälp av den nya polyfoniska synthesizern från Moog vid den tidenpunkten - en Polymoog (vilket gjorde att han inte spelade lika mycket på någon Mellotron eller något RMI Electra piano). Hammondorgeln övergavs också då han använde en kyrkorgel på Parallels och Awaken.

### Mottagande
Yes återkomst skedde under den period då punken nått sin höjdpunkt, det var då därför relativt oväntat att Going for the One nådde toppen av den brittiska albumlistan. Gruppen hade också en topp-10 hit med låten Wonderous Stories - något som skulle ha ansetts omöjligt några år tidigare då gruppen givit ut Tales from Topographic Oceans. Going for the One nådde plats 1 i Storbritannien och tillbringade 21 veckor på topp-40. I USA nådde albumet plats 8 på Billboardlistan och även där tillbringade albumet 21 veckor på listan.

## Omslag
Efter många skivomslag gjorda av Roger Dean, anlitade de istället Hipgnosis, som tidigare arbetat med bland andra Pink Floyd, att göra omslaget för Going for the One. Albumet avbildar Century Plaza Towers i Los Angeles, även lokalt kända som "tvillingtornen".

## Låtlista
| Sida A | Sida A                | Sida A                           | Sida A |
| Nr     | Titel                 | Låtskrivare                      | Längd  |
| ------ | --------------------- | -------------------------------- | ------ |
| 1.     | "Going for the One"   | Jon Anderson                     | 5:32   |
| 2.     | "Turn of the Century" | Anderson, Steve Howe, Alan White | 7:56   |
| 3.     | "Parallels"           | Chris Squire                     | 5:53   |
| Sida B |                       |                                  |        |
| 1.     | "Wonderous Stories"   | Anderson                         | 3:49   |
| 2.     | "Awaken"              | Anderson, Howe                   | 15:31  |

## Medverkande
- Jon Anderson – Sång, slagverk, harpa
- Chris Squire – Bas, sång
- Steve Howe – Elektrisk och akustisk gitarr, sång
- Rick Wakeman – Piano, orgel, moog, piporgel
- Alan White – Trummor, slagverk

## Listplaceringar
| Titel                     | Listpositioner | Listpositioner | Listpositioner | Listpositioner | Listpositioner |
| Titel                     | GBR            | NOR            | NZE            | SWE            | USA            |
| ------------------------- | -------------- | -------------- | -------------- | -------------- | -------------- |
| Going for the One (album) | 1              | 7              | 11             | 10             | 8              |
| Wonderous Stories         | 7              | -              | -              | -              | -              |
| Going for the One (låt)   | 24             | -              | -              | -              | -              |